# 三角將棋

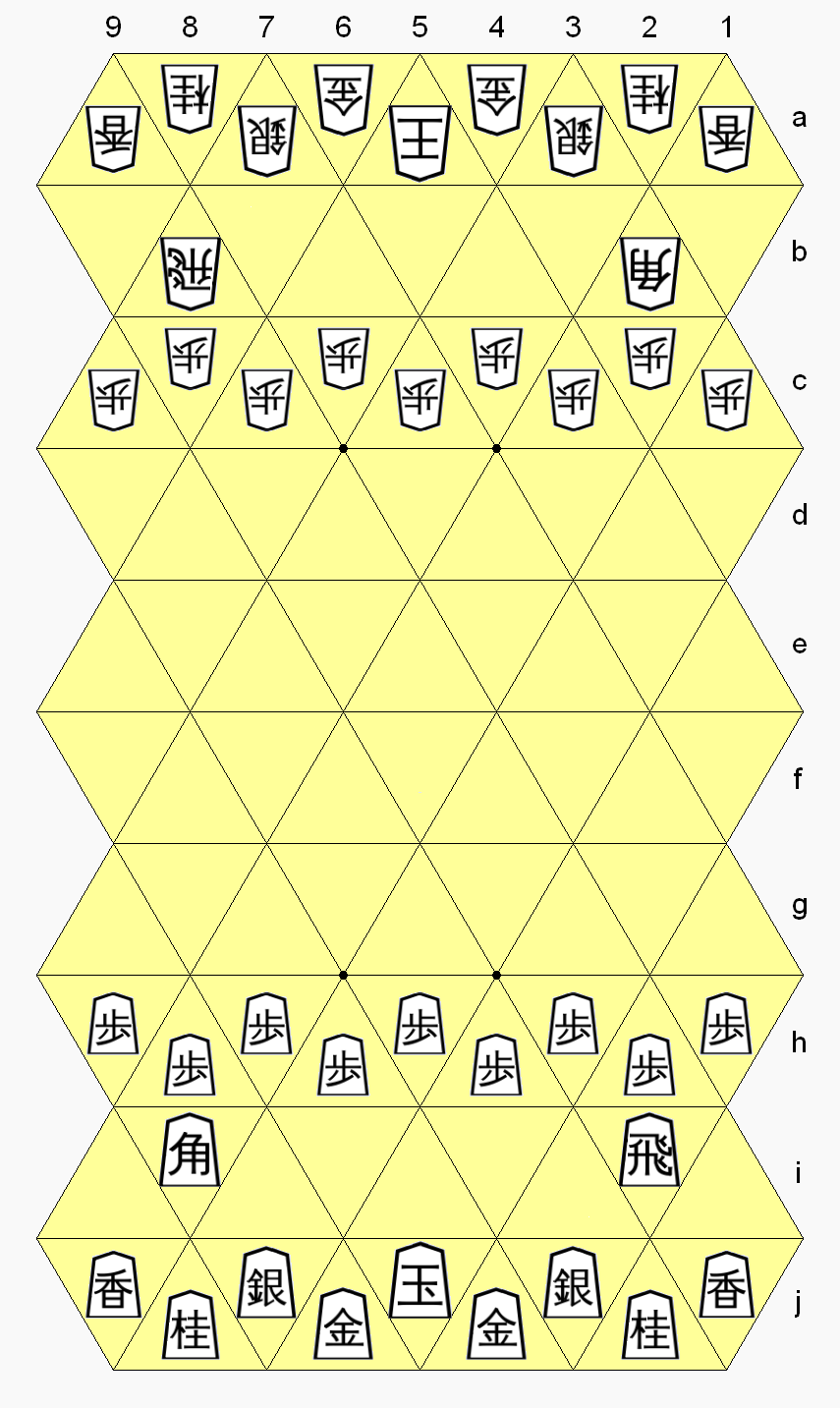
三角將棋初始佈置

三角將棋（英語：Trishogi）是George R. Dekle於1987年時推出的日本將棋變體，棋盤由矩陣棋盤改用三角棋盤。

## 規則
- 9*10的三角格棋盤。
- 在三角格，正向指接邊格，斜向指接角格。
- 香車依然朝正前方移動。
- 其餘規則同本將棋[1][2]